# Správní obvod obce s rozšířenou působností Přeštice
Správní obvod obce s rozšířenou působností Přeštice je od 1. ledna 2003 jedním ze čtyř správních obvodů rozšířené působnosti obcí v okrese Plzeň-jih v Plzeňském kraji. Čítá 30 obcí.
Město Přeštice je zároveň obcí s pověřeným obecním úřadem, přičemž oba správní obvody jsou územně totožné.

## Seznam obcí
Poznámka: Města jsou vyznačena tučně.
- Bolkov
- Borovy
- Buková
- Čižice
- Dolce
- Dolní Lukavice
- Horní Lukavice
- Horšice
- Chlumčany
- Kbel
- Lužany
- Merklín
- Nebílovy
- Netunice
- Nezdice
- Oplot
- Otěšice
- Předenice
- Přeštice
- Příchovice
- Ptenín
- Radkovice
- Roupov
- Řenče
- Skašov
- Soběkury
- Štěnovice
- Týniště
- Útušice
- Vlčí

## Obyvatelstvo
| Rok  | Obyv.  | ± %    |
| ---- | ------ | ------ |
| 1869 | 20 790 | —      |
| 1880 | 22 746 | +9,4 % |
| 1890 | 22 618 | −0,6 % |
| 1900 | 23 786 | +5,2 % |
| 1910 | 25 427 | +6,9 % |

| Rok  | Obyv.  | ± %     |
| ---- | ------ | ------- |
| 1921 | 25 734 | +1,2 %  |
| 1930 | 25 915 | +0,7 %  |
| 1950 | 21 525 | −16,9 % |
| 1961 | 22 101 | +2,7 %  |
| 1970 | 21 562 | −2,4 %  |

| Rok  | Obyv.  | ± %     |
| ---- | ------ | ------- |
| 1980 | 21 375 | −0,9 %  |
| 1991 | 19 756 | −7,6 %  |
| 2001 | 19 937 | +0,9 %  |
| 2011 | 22 003 | +10,4 % |
| 2021 | 22 206 | +0,9 %  |